# Mar de Grau

Bản đồ biển Grau

Mar de Grau (tiếng Tây Ban Nha: Grau's Sea) (biển Grau) là tên chính thức cho một thực thể nước ở Thái Bình Dương dưới sự kiểm soát của quốc gia Nam Mỹ Peru. Thực thể này mở rộng với chiều dài xấp xỉ 3079.50 Kilômét, song song với Boca de Capones ở Bắc Peru cho đến song song Punto Concordia và song song phía trước thành phố Tacna ở Nam Peru. Theo các thuật ngữ về chiều rộng, khu vực hàng hải kéo dài từ bờ biển Peru đến 200 hải lý (370.4 Kilômét) vào Thái Bình Dương.